# Смертельные мысли
«Смертельные мысли» (англ. Mortal Thoughts) — кинофильм.

## Сюжет
Живущую в Бейонне парикмахершу Джойс Урбански обвиняют в убийстве Артура Келлогга, мужа её подруги Синтии, с которой они вдвоём держат салон красоты. Синтия приходит к ведущим дело детективам Джону Вудсу и Линде Нилон и сообщает им, что Джойс также причастна к смерти её собственного мужа Джеймса, убитого при неустановленных обстоятельствах некоторое время назад. Синтия начинает рассказ о предшествующих событиях.
Джеймс Урбански был безработным наркоманом, который жестоко обращался с Джойс. Однажды женщины решили съездить вдвоём на ярмарку, чтобы развеяться, но подвыпивший Джеймс увязался вместе с ними. Там он в очередной раз скандалит с Джойс, после чего Синтия уводит его в их фургон, чтобы он проспался, и уходит, забирая из фургона ключи. Какое-то время женщины развлекаются порознь, но затем к Синтии подходит шокированная Джойс и говорит, что убила мужа в целях самообороны — она пошла проверить его, а он на неё набросился и она, защищаясь, перерезала ему горло подвернувшимся под руку резаком. По словам Синтии, Джойс настояла на том, чтобы избавиться от трупа — женщины вывозят его труп далеко в пустошь и выбрасывают в реку.
После этого Синтия возвращается домой вся в крови и поэтому признаётся во всём Артуру. Хоть он и в ужасе, но они решают молчать. Несколько дней спустя, после того как найдено тело Джеймса, у Джойс начинает развиваться паранойя, что её арестуют. В какой-то момент она приказывает Синтии убить одну из парикмахерш в салоне из страха, что та запятнает алиби женщин. Когда же Джойс узнаёт, что Артур знает об убийстве,то она угрожает Синтии, что убьёт и его, чтобы заставить его замолчать. Синтия не верит, что Джойс действительно может выполнить свои угрозы; однако, после того, как Артур найден застреленным в их доме в канун Рождества, Синтия открыто обвиняет в содеянном Джойс.
На протяжении всего допроса Синтии детектив Вудс скептически относится к её описаниям событий, но в конечном счёте позволяет ей уйти. Синтия выходит из полицейского участка, но останавливается и далее действие переносится в её воспоминания, показывающие, что на самом деле произошло на ярмарке: когда она привела Джеймса к фургону, то тот попытался её изнасиловать и Синтия убила его, защищаясь. Когда она оповещает Джойс, то Джеймс ещё был жив и поэтому женщины поехали в больницу. Но во время пути Джойс, узнав, что Джеймс пытался изнасиловать Синтию, разворачивает фургон и едет в другую сторону, дожидаясь, пока Джеймса умрёт от кровопотери.
Пока Синтия стоит у полицейского участка, вспоминая правду о том, что произошло, Джойс приводят внутрь для её собственного допроса. Синтия решает вернуться в участок, теперь готовая рассказать правду о своей вине в смерти Джеймса.

## В ролях
- Деми Мур — Синтия Келлогг
- Гленн Хидли — Джойс Урбански
- Брюс Уиллис — Джеймс Урбански
- Джон Панков[англ.] — Артур Келлогг
- Харви Кейтель — детектив Джон Вудс
- Билли Нил — детектив Линда Нилон
- Фрэнк Винсент — Доминик, отец Джойс
- Дорис Маккарти — Жанетт, мать Джойс
- Карен Шелло — Глория, мать Джеймса